# 森山輝久
森山 輝久（もりやま てるひさ、 1942年3月17日 - ）は、日本の元バレーボール選手。元バレーボール全日本選手。

## 経歴
広島県出身。崇徳高等学校3年の時、ジャンプ力のある強打のエースアタッカー兼主将として国体優勝。1960年、中央大学1年時の、第1回日ソ対抗バレーで全日本に初選出された。その後も6人制へ切り替え期の全日本選手として1962年第5回世界選手権（モスクワ）、第4回ジャカルタアジア競技大会（金メダル）などで活躍した。中大4年時には大学王者の勢いで当時の最強チーム・日本鋼管を天皇杯（全日本総合選手権）で破って日本一となるなど中大黄金期の礎を創った。中大を卒業し入団した松下電器（現・大阪ブルテオン）でも1964年、チームの全日本都市対抗、全日本総合、国体、全日本実業団の国内4大タイトル独占の原動力となった。
また全日本女子と比べ期待されていなかった同年の東京オリンピックでは、南将之と両エースアタッカーとして豪快なスパイクを打ち込み、ツーセッター出町豊・猫田勝敏らと共に銅メダルを獲得した。東京オリンピック後も全日本の大砲として君臨、メキシコオリンピック予選でも池田尚弘と組んで打ちまくりオリンピック出場に導いた。1965年の第1回ワールドカップ、1966年の第5回アジア競技大会（バンコク）までは全日本の主力として活躍し、"池田、森山時代"ともいわれたが、松平康隆監督の超大型化の方針で、森田淳悟、横田忠義、大古誠司らの成長を受け全日本を外れた。
現在は、パナソニックパンサーズのジュニア育成部門・パンサーズジュニアなど枚方市の小学生を指導している。

## 球歴
- 全日本代表としての主な国際大会出場歴
  - オリンピック - 1964年
  - 世界選手権 - 1962年
  - ワールドカップ - 1965年

## 受賞歴
- 1967年 - 第1回日本リーグ ベスト6
- 1968年 - 第2回日本リーグ ベスト6